# Karl Mache
Karl Mache, né le 9 décembre 1880 à Deustch Lissa (en) et mort le 19 octobre 1944 à Gross-Rosen, est un syndicaliste, homme politique et résistant allemand au nazisme.

## Biographie
Il naît dans une ville industrielle allemande qui est aujourd'hui un quartier de Wrocław, en Pologne. Il est scolarisé à Breslau (Wrocław) puis devient assistant boulanger. Il adhère à un « syndicat libre » de boulangers-pâtissiers en 1900, ainsi qu'au Parti social-démocrate d'Allemagne (SPD) en 1901. Il travaille plusieurs années comme bénévole dans l'assurance maladie ouvrière. Soldat pendant la Première Guerre mondiale, il est grièvement blessé en 1915, et les séquelles de sa blessure affectent sa santé tout le restant de sa vie.
Démobilisé en janvier 1919, il est élu conseiller municipal à Magdebourg en février. En février 1921 il est élu député au parlement provincial de Silésie. Il est membre fondateur en 1924 de la Reichsbanner Schwarz-Rot-Gold, l'organisation paramilitaire d'anciens combattants dédiée à la défense de la république de Weimar contre les menaces de putschs nazis et communistes. Aux élections législatives allemandes de 1928, il est élu député de Breslau, et entre au Reichstag. La législature 1928-1930 est son seul mandat national.
Il est arrêté par le pouvoir nazi début mars 1933, et déporté au camp de concentration de Breslau-Dürrgoy. Transféré au camp de concentration de Lichtenburg en août, il est relâché en décembre. Il est arrêté à nouveau en août 1944 durant l'« Aktion Gitter », l'arrestation de masse d'anciens syndicalistes et d'anciens élus de gauche par la Gestapo. Âgé de 63 ans, il est interné au camp de concentration de Gross-Rosen, où les dures conditions de travail forcé le tuent ; il meurt d'une crise cardiaque moins de deux mois plus tard.